# Rybníček (Bernartice)
Rybníček je osada, součást obce Bernartice v okrese Trutnov. Leží v katastrálním území Bečkov o rozloze 3,45 km2.

## Historie
V letech 1869–1930 byla vesnice součástí obce Bečkov a v letech 1950–1980 byla součástí obce Bernartice.

## Obyvatelstvo
| Rok            | 1869 | 1880 | 1890 | 1900 | 1910 | 1921 | 1930 | 1950 | 1961 | 1970 | 1980 | 1991 | 2001 | 2011 | 2021 |
| -------------- | ---- | ---- | ---- | ---- | ---- | ---- | ---- | ---- | ---- | ---- | ---- | ---- | ---- | ---- | ---- |
| Počet obyvatel | 202  | 180  | 148  | 146  | 114  | 110  | 211  | 36   | 14   | 1    | .    | .    | .    | .    | 6    |
| Počet domů     | 34   | 34   | 34   | 31   | 31   | 32   | 29   | 27   | .    | 1    | .    | .    | .    | 1    | 4    |